# C³ -魔幻三次方-
《C³ -魔幻三次方-》（日語：C³ -シーキューブ-）為水瀨葉月撰寫、繪製插圖、電擊文庫的輕小說，改編電視動畫於2011年10月播出。本作標題的由來，包括英文Cube（立方體）、Cursed（詛咒）以及Curious（好奇）這3個以C字為首的英文詞語的三重意義。

## 故事簡介
某天，高中生夜知春亮，從旅途中的父親收到一個神秘的黑色立方體。那是曾接收人的負面意念而變質倒霉的道具。這個人形化後的禍具菲雅此後寄住在夜知家中，另外跟夜知家有淵源的村正此葉，努力解除詛咒而反覆行善，可是卻被這新報到的倒霉道具而捲進了各樣的事情中。

## 詛咒道具
這個是以受到詛咒的道具為中心題材而展開的一個故事。
道具因長期浸淫在人類的負面意念之下，也會往負面方向變質而受到詛咒。這種受詛咒的道具也會對周圍的人發揮不可思議的力量，為他們帶來種種壞影響。而且當道具非常強烈地持續受到人的靈魂所發出的負面意念時，它們就能既持有道具的本身姿態，也能自由地以人類的姿態所存在。能人形化後的道具能兼有道具的特質及人類的特質，且就算詛咒解除後，因為道具本身的性質已經改變，所以人的特性也不會就此丟失。一般的道具的負面氣息能自然而癒，但很難對變成人形的道具作強迫性影響。

## 登場角色

### 主要角色
夜知春亮（聲優：梶裕貴）
就讀於私立大秋高中的男高中生，似乎擁有能抵抗詛咒效力的體質。有著當他人遇到困難，就無法置之不理的個性。居住的家裏為清淨的力集結的中心。要幫忙為旅遊海外的父親寄來受到詛咒的道具進行淨化。能基本上處理好家事，也有相當的手藝。在朋友間被認為是枯槁的老爺爺般。過去稱呼村正此葉為「此姊姊」。
第15冊表明和此葉不再是姐弟關係，接受菲婭的告白，並且邀請錐霞住進家裡。
菲婭·庫布里克（Fear Cubrick，聲優：田村由香里）
女主角，人化的禍具，擁有人的姿態，且為身材矮小水藍色長髮的少女。愛好仙貝，但很討厭蜘蛛。可能因為長時間沒接觸過世面，所以到夜知家報到時，顯出一種缺乏常識的愚昧無知感，通過春亮的教導下學會一般生活常識。「白癡」、「無恥」、「詛咒你喔」都是她的慣常口頭禪。似乎不太能抵受到酒精。喜歡春亮。
實際被稱作『箱形的恐懼』（Fear in Cube）的邊長一米的黑色立方體，其中由無數的鐵片組合著的拷問處刑器具，有演變成32種不同組合的可能。被夜知崩夏從沉睡之處所挖掘出來而發現，接著寄往夜知家中。
從第2冊開始，以『菲婭·庫布里克』的名字進入私立大秋高中就讀。
第15冊向春亮表示告白。
第17冊與春亮接吻並在插入最後的免罪符機關之下變回立方體，故事最後因長期灌入「正面能量」再次變回人形與春亮重逢
村正此葉（聲優：茅原實里）
與菲婭一樣同為人化的禍具，原本姿態為日本刀妖刀村正。人化後變成外表為戴圓框眼鏡的巨乳少女。
以前是嗜血的妖刀。現在由於為了解除詛咒的反作用下，見血即昏過去。但是現在有時也用以前的人格露面，這些時候，她的用語中第一人稱都會以「妾身」稱呼。能變出像帶有利刃的手刀般劈砍，具作戰能力，而且在刀的姿態下能掌握對手的活動，繼而精準制衡對手。化為刀的型態時，通常並不會將刀出鞘，而是使用透過觀察力分析對手武器的弱點，並加以摧毀的「劍殺交叉」，不得已時才拔刀使用必殺技「顯殺交叉」。不太喜歡別人以她的姓氏稱呼，且對德川家關連的事物不太關心。跟菲婭一樣不太能容忍酒精。
由於自身的姿態影響，特別喜歡吃肉，加上人化後的姿態，第一次和菲婭見面就被叫作「肉女」或是「乳牛女」。
跟春亮上同樣上私立大秋高中，但只是同級。對外聲稱是表姐弟的關係，但卻不喜歡被這樣稱呼。在近夜知家的別館居住，現在和春亮與菲婭同住。對春亮有好感，每當春亮和別的女孩子有看似親密動作都會吃醋，更進一步時則會大喊「不檢點」，然後出手並說教(對象是春亮)。
於第14冊主動向春亮告白，並且親吻春亮。
上野錐霞（聲優：喜多村英梨）
春亮跟此葉的班長。冷靜沉著，成績優秀。總會把蠢字掛在口邊的習慣。每天都會和春亮就飯盒內的料理進行比拼，可惜沒嘗一勝。似乎愛慕著春亮，研究室長國所屬。
所穿的衣物底下還有一件名為「基美史托蘭提之愛」的詛咒禍具衣服。這件衣服由於虐待狂對女奴隸的生命力不滿而在衣服下了即使怎樣的外傷也能復活，能有著完全自動治療的效果。但相對的代價，穿上這衣服的人若然脫下這衣服，就會致死。為避免人在意這套衣服，因此全部時間都是穿得很密實作掩飾，也討厭在人面前穿很少。
使用連續殺人魔的愛用品「黑河可憐」作為護身武器，為能伸縮自如的皮帶，除單純用在戰鬥外，也能約束敵人，用途廣泛。其詛咒是必須讓其滿足殺人的欲望，但因為自己擁有「基美史托蘭提之愛」可以不斷復活，因此都將自己作為絞殺的對象。
是闇曲拍明的親妹妹。被組織放在眼內，但已經表明脫離組織。對酒的抵抗力很弱。
第12冊私底下向春亮告白。
第15冊親吻春亮。
人形原黑繪（聲優：小倉唯）
第3冊登場的角色，但第1冊已經提及她名字。
夜知家的同居者一人，但同樣身為禍具。名字本身已揭露窺視的本能，原來的姿態是和人形（頭髮會伸長的人形）。與同為人形的薩文蕾緹有不少相似之處，亦為朋友。與菲婭結成同盟。有著年幼的外表，會有古怪的言行而受觸目，對外宣稱自己已經20歲。眼神茫然，且無表情，喜歡玩掌上型遊戲機。愛用獨特的名稱稱呼別人。縱使如此，卻有好戰、來者不拒的良好一面。
她的詛咒已經解除，沒有停留在夜知家的必要，因此曾到處去旅行。通常有一半日子會在自己經營的美容院「壇之浦」生活。
能自由地操控頭髮，對攻擊、防御、支援很有用處。受到從說技能的名字能使技能的威力向上的觀念所影響，使用頭髮的技能紛紛被配上名字。一般平氐武將之名「將門」、「宗盛」等都能出現於招式名中。能吸收人間的毛髮，攝取人的精氣，有助於提高自然治療能力。但也曾有精氣被吸乾致死的犧牲者。

### 私立大秋高中
伯途泰造（聲優：寺岛拓笃）
春亮的友人中學同學。棒球部成員。擁有起鬨的張力，也為他的喜好。
實耶麻渦奈（聲優：阿澄佳奈）
同樣為春亮的友人中學同學，游泳部成員。在錐霞與春亮的料理比拼中作評判員。
櫻參白穗（聲優：齋藤千和）
第2卷登場。
薩文蕾緹的所有者，家裡開古董店。在古董店裡找到薩文蕾緹，要求父親把薩文蕾緹送給自己。冷酷的美少女，討厭和其他人往來。小時候曾參加劇團，演技非常好。白穗的演技和像人偶般的美貌，讓春亮一行人都沒發現她和薩文蕾緹互換身分。
用「人類」稱呼春亮，從表面上看起來很討厭他，但實際上並沒有這麼排斥，當他需要幫忙的時候還是會提供協助。
太久沒上課，讓她學業跟不上其他同學，以至於在期中考時創下全科被當的記錄。
一年級和春亮等人不同班，二年級則同班。
薩文蕾緹（Sovereignty，聲優：井口裕香）
第2卷登場。
因詛咒而人形化的人偶。正式名稱為「實現王權的完全人偶（Sovereignty-Perfection-Doll）」。
原本是大小、外觀非常接近真人的人偶，因為受到人偶製作者扭曲信念影響，當所有者疼愛薩文蕾緹到一定程度後，只要擁抱薩文蕾緹，就會被體內的機關刺死。受到的詛咒為「所有者一定會喜歡上薩文蕾緹，最後被她體內的機關殺害」，可以藉由吸取戀愛、愛慕的心情暫時壓抑詛咒。為了同時吸引男性和女性，外觀可以變成男性，也可以變成女性，胸部大小和髮型可以調整。能夠操縱附近形狀接近人形的物品。
個性迷糊，常在平坦處跌倒。出場時引起一陣騷動，問題解決之後，理事長僱用她當女僕。
在第2卷剛出場時，薩文蕾緹和白穗互換身分。
世界橋 加百列（Gabriel Sekaibashi，聲優：池田秀一）
第2卷登場。
春亮等人就讀的私立大秋高中的理事長，除了擔任理事長外，也兼任許多工作，行動範圍遍佈世界各地。人脈很廣，和崩夏也很熟。
每次春亮看到他時，都戴著防毒面具，菲雅第一次看到他還把他當成變態。戴防毒面具的理由千奇百怪，給每個人的理由都不一樣。
興趣是搜集詛咒道具，在世界各地出差時，只要看到看起來很詭異的道具，都會開心的買下，但幾乎都買到假貨。在蒐集詛咒道具時認識崩夏。
原本是龍島/龍頭師團「龍階」排名第2的團員，臉頰上有著龍之「眼」的印記（為了將其遮蔽才戴防毒面具）。所持有的禍具是被稱之為「莉絲」的騎士槍，同時也是愛人，正式名稱為「通往騎士道的大逆者（Treason Piercer）」，別稱「懦夫之槍」。為了發揮她射程越長、威力越強的特性，而鍛練出精準的投擲技巧，其詛咒是在擊中目標後必定會返回持有者手上，並有一定的機率會貫穿持有者的身體。後來在胸膛被貫穿後，其愛人因為挑戰師團長失敗被毀，因此在夜知崩夏的協助下逃離組織。由於曾數次被騎士槍貫穿，因此身體狀況並不是很好。漸音和銃音為其在龍島/龍頭師團時的部下。
北條漸音（聲優：折笠愛）
於第2卷登場。
短髮冰山美人，理事長的秘書，對別人很冷淡。私底下很喜歡可愛的東西，但知道這些東西和自己不搭配，於是就把目標轉到可愛的女孩身上，每次看到可愛女孩就會想讓她變的更可愛。薩弗蘭緹的女僕服也是她準備的。曾經待過龍島/龍頭師團，武器是投擲用的小刀，技巧則是世界橋加百列教的。
姊姊北條銃音是保健室的老師，時常叼著巧克力棒，平時個性慵懶，常常嫌做事麻煩，但遇到緊急狀況時又意外的可靠。和漸音一樣曾為龍島/龍頭師團的成員，戰鬥技巧完全靠自學，使用獨特的劍法「虛晦劍」。
潰道忌
於第6卷登場。
在大秋高中教保健體育的教師，春亮的副班導。髮型為黑色長髮，平時穿著紅色運動服，臉上有刀傷疤痕。說話口氣和行為舉止給人武士般的印象。個性冷酷，但有點少根筋。隨身攜帶鏟子，被學生稱為「鏟子教師」。
從前有個名為剎的妹妹，在學校被同學欺負。剎無意間取得被詛咒的小刀，受詛咒影響而傷害了姐姐，最後因為承受不住罪惡感而自殺。忌因為經歷這個事件，下定決心讓自己成為能夠保護自己重要存在的強者。在調查詛咒道具時認識精通此道的世界橋，和他對談後，決定拜他為師，並在大秋高中一邊教課一邊學習詛咒道具的知識。
因為過去事件的影響，有點排斥詛咒道具，對詛咒道具人化而成的學生很冷淡。
從切子身上看到自己妹妹的身影，拼命的想保護她。
二年級為春亮等人的班導師。

### 搜集戰線騎士領
佩薇·巴洛沃（Peavey Barowoi，聲優：大原沙耶香）
穿著貴族般的禮服，雙臂有巨大的手部裝甲包裹著，是搜集戰線騎士領的成員之一。光是手碰到禍具也會覺得嫌惡的嘔吐大作。有如彌次郎兵衛人偶一樣的身姿，因此也被稱為「平衡玩偶」。
好像對薩德侯爵（十八世紀的法國貴族，以寫哲學、性愛書籍而聞名，性虐待（SM）S代表的Sadism正是他的代名詞）非常尊敬，多次引用他的名言，愛說「混賬」的口頭禪。
因為忌諱禍具的性格，即使些微受傷，也不會嫌棄以包裹手臂的手部裝甲作為打擊防禦武器。所以在與菲雅首次的戰爭中受傷，失去了一隻手臂。不得已使用「舞會用戰斧（Dance Time）」——一把無論主人受傷也不會停止攻擊的斧頭，再度敗於菲雅，而受到瀕死的重傷，此後就由研究室長國接收。
木乃伊師（聲優：MAKO）
搜集戰線騎士領的後方支援隊的少女成員。全身以及其中一隻眼睛都以繃帶包裹著，持有禍具「怪物繃帶」。習慣以單字簿記事，本名為阿曼妲卡羅特（Amanda Carlot），但本人卻非常討厭。因母親想要索取保險金而險被母親燒死。結果卻死不成，全身也受嚴重燒傷，而且失掉一隻眼睛。在醫院裏被包扎得像木乃伊般，被母親埋怨後就遭到拋棄，在佩薇身上找到自己理想中的母親投影，卻因後援行為被當作背叛遭佩薇殺害。
於第10冊再度登場為神智不清狀態受春亮等人照顧。第12冊恢復健康想告訴春亮等人卻發生小插曲。第14冊正式和春亮等人相見。
楯岡藍子
第4卷登場。
春亮等人在河邊遇到的少女，瀏海長到會蓋住臉。個性沉默寡言，有許多不可思議的行動。詛咒器具化為人形而生，穿著口袋很多的衣服，為了滿足壺想要被裝滿的本能，口袋裡塞滿了石頭。
正式名稱為「術法·藍蠱」，原本是騎士領的所有物，原本姿態是施蠱毒法術時所使用之藍色的壺。蠱毒詛咒是真是假無法確定，但被下蠱的人對藍壺的怨念讓她化為人形。使用藍壺可以創造出對施術對象有害的蠱毒，同時當藍壺處在人化狀態時，可以靠著殺害在密閉空間內的生物，讓被殺的生物變成蠱毒進行操縱，此時蠱毒的外表和活著的時候相同，但全身變成藍色水銀狀的金屬物質，身體能力也會大幅提升。能用蠱毒的名字將它從口袋裡招喚出來（不知道名字的時候可用「不明」進行招喚）。持有者會受到漸漸蠱毒化的詛咒。藍子沒有和春亮等人表明她的真實身分，只有說她自己被詛咒是活該。
因為想忘記自己的過去而加入家族會，後來春亮等人說服她改變心意，卻被艾莉絲丟出來的小刀刺中胸部而受了重傷，變成被打破的壺的狀態。春亮等人將她放在儲藏室裡，期望她能再生。
第8卷時春亮等人發現破損部分有稍微減少而得知她還活著。
於第17冊最後再次登場
雛井艾爾西
第10卷登場。
蒐集戰線騎士領成員，受派前來肅清阿曼妲。
持有詛咒道具「夏洛克的實驗時鐘」，詛咒道具的性能和壓倒性的攻擊速度讓她得到「極小殲滅圈」的稱號。
原本是比布利歐家族會成員，在家族會中擁有最強等級的戰鬥力，但在與研究室長國戰鬥時被蒐集戰線騎士領抓走，正在被「Article15」洗腦時，被剛好在騎士領潛伏的日村所救，後來變成日村的傀儡。
於第12冊讓艾莉絲用免罪符機關向闇曲拍明換回自由。

### 比布利歐家族會
艾莉絲（聲優：田中理惠）
第3卷登場。
面帶溫柔微笑的女性，穿修女服出場的比例很高。
全名為艾莉絲·比布利歐·巴斯庫利赫（Alice Bivorio Basskreigh），比布利歐家族會創始者。小時候在孤兒院受到虐待，最後被詛咒道具所救，因而成立比布利歐家族會。
用阿比斯戰鬥才能發揮實力，平常使用代替品應戰，包含了融合菜刀與鐵槌的詛咒道具「食人調理法」與能製造出反轉分身的「美麗的自害鏡」。
因為在第3卷戰鬥時受傷，在第4卷坐輪椅登場，與菲雅戰鬥後戰敗，阿比斯被破壞，自己也受了重傷，後來被闇曲拍明帶走。第5卷再次登場時，因為自己過去行為產生的罪惡感，讓她的言行充滿自責感。
第12冊再度登場，變成很慈祥的一位母親。
阿比斯（聲優：中田讓治）
第3卷登場。
艾莉絲的丈夫，比布利歐家族會的父君，真實身分為被詛咒的十字架。身材高大，留著鬍子，穿西裝，戴軟帽與皮革手套，裝扮給人黑道成員的感覺。對自己的詛咒很自豪，認為自己的詛咒是為了拯救人類而生。正式名稱為教會區《奈落》（Narrow Narrow Abyss）。
原本是廢教會中的十字架，因為邪教集團在廢教會中用小孩當祭品進行邪教儀式，這些小孩的怨念讓阿比斯開始受詛咒，經過長時間的累積，最後因為艾莉絲的怨念讓他化為人形。可以趁對方告解時奪取記憶，並能把黑暗變成觸手操縱。持有者會受到詛咒影響而失去罪惡感。
第4卷敗給菲雅後變成石頭破片。
二階堂久留里
第4卷登場。
比布利歐家族會新人，將頭髮梳成不對稱的兩束，穿的靴子兩腳不同。身體能力很好，從橋下跳下來也不會受傷。因為過去經驗讓她能夠以公厘為單位閃開攻擊。
全家自殺事件的生還者，後來被叔父收養，卻受到叔父虐待，最後用詛咒道具殺害叔父。離開感化院時被比布利歐家族會收留。阿比斯的死忠信徒，但後來想起被阿比斯消除的記憶後與其訣別。
在第5卷追蹤抓走艾莉絲的拍明潛入大秋高中的文化祭，將艾莉絲從罪惡感中救出來後和他一同離去。
在第12冊再登場，受到艾莉絲疼愛的女兒。
奧拉翠耶·拉柏多爾姆那格
文化祭時潛入學校的家族會成員。年紀在20歲左右，紅色長髮亂翹的很嚴重，白色外套下只穿著一套比基尼，身上總是沾滿水，奇特的外表讓妖怪出現的傳聞開始在文化祭期間流傳。
潛入研究室長國進行自殺炸彈攻擊，失敗後被研究室長國囚禁，脫逃後為了找尋艾莉絲的下落而來到春亮面前。別稱為「亂打緋主」。
武器是被詛咒的船槳「水葬奇談」，能夠自由調整穿透物體的比例，藉此擾亂對手，並靠著亂打給敵人最後一擊。所有這會受到「不定期澆水就會死」的詛咒，所以才會身上一直都是溼的。
在遇到失去阿比斯之後的艾莉絲後，認為性格大變的艾莉絲是假貨，為了得知她的真實所在地而襲擊春亮等人。敗在菲雅和此葉的聯合攻擊下，被久留里背著離開。
第12冊得知無法接受家族會消失，當一個家裡蹲。

### 研究室長國
闇曲拍明（聲優：未公佈）
第5卷正式登場。
研究室長國創立者，錐霞的哥哥，黑衣造型的型男。「闇曲拍明」是設立研究室長國後開始使用的假名。滿足求知欲是他的主要行動原理，能夠改造構造不明的詛咒道具（本人表示這是讓詛咒道具壞成想要的樣子）。
在文化祭時現身，自稱是要把擅自行動的錐霞帶回去，但實際上目的還包括觀察菲雅的力量，把春亮等人整的團團轉。在戰鬥中得到想要的資料，加上又產生「觀察錐霞戀情的結果」、「研究春亮不會受到詛咒的體質」這兩個新目標而收手。
日村素直（聲優：三木真一郎）
春亮等人的班導。研究室長國成員，為了觀察夜知家而到大秋高中當教師。
單戀錐霞，雖然春亮是重要的觀察對象，但因為錐霞喜歡他，而對他有敵意。為了讓錐霞喜歡上自己，在檯面下用詛咒道具佈局。
第3卷時被錐霞打成重傷，第10卷時再度登場時依然喜歡她，最後因為詛咒道具使用過度，讓所有人都無法察覺他的存在。
恩·伊柔依
第5卷登場。
非洲部族出身，研究室長國研究員。褐色皮膚、灰色短髮與獨特語氣是她的特色。登場時擔任拍明的護衛。喜歡圓圓的食物(例如:包子，饅頭等等)。
遵循部族教誨「手是精靈授與的神聖之物」，戰鬥時帶著手銬，把腳當成手、手當成腳使用。強大的戰鬥能力讓菲雅等人陷入苦戰，後來因為中了錐霞的計謀，導致手部受傷而陷入混亂而被打昏。
第8卷再度登場，幫闇曲送信給世界橋途中被心襲擊，倒在路邊被春亮等人發現。在事件結束後因闇曲拍明的規劃而進入大秋高中讀書。

### 龍島/龍頭師團
穩天崎切子
於第6卷登場。
因被誤會持有詛咒道具而受到襲擊，被剛好經過的春亮所救。個子不高，把頭髮盤成丸子狀，平時裝扮為水手服搭配絲襪。謙虛過頭到自卑的程度，口頭禪是「像切子這樣的人」。很迷怪力亂神的東西，有很多奇奇怪怪的蒐集品。
曾遭受虐待，背上留下無數傷痕。
於龍島/龍頭師團內的「龍階」排名第7。傅婷的所有者。敗給春亮等人後龍階降到第9名。
受到傅婷的詛咒影響而停止成長，看起來不到15歲，但實際上已經21歲了。
傅婷·昆茲貝利
於第6卷登場。
追蹤切子的女性，自稱是蒐集戰線騎士領的戰士。穿著披風、熱褲並用布包著身體，腳上穿著長靴，把臉用白色的布遮住。
能用右手憑空取出強化後的建材與掃把等物品，並使用這些物品戰鬥。
真實身分是龍島/龍頭師團的團員，也是切子的搭檔。原本是被詛咒的房子，正式名稱是「昆茲貝利的死亡鬼屋（Avenue NO.14）」。
可可蘿·蓓妲潔莉
於第8卷登場。
代替切子任務的龍島/龍頭師團團員，「龍階」排名第4，有著龍之「顎」的刺青。日本人和義大利人的混血兒。
使用武器「死靈術禮儀劍（獻給瑪莉的禮儀用合成實驗）」操縱人類和機械的生命，能夠讓屍體暫時復活，或是蒐集機械的殘骸組成新武器。身穿「染血的青春女王」，和所有者共有感覺，使用者受傷能夠靠著衣服面積減少治好，衣服受損使用者會感受到強烈痛楚，當衣服布料完全消失，所有者將會死亡，但能用紅色布料將消失的部分補充回來。

### 其他角色
夜知崩夏
春亮的父親。在世界各地活動，找到詛咒道具後會寄回家裡進行解咒。在與詛咒道具有關聯的集團內十分有名。
似乎有靈感或超能力，認識的朋友中也有能夠張結界的特異功能人士。
幫助菲雅收集免罪符機關，而招到騎士領的追殺，為了回家，只好變性成一位妙齡美女。
早川千早
第9卷登場。
位於郊外神社的獨生女。雖然家裡是神社，卻在私底下接詛咒別人的工作。
伍鈴的所有者，受到「奪走所有者的一半聲音」與「每天都得跳巫女舞」兩個詛咒影響。
剛登場時和父親關係不好，但在伍鈴引發的事件中知道父親很重視家人而重修舊好。
伍鈴
第9卷登場。
常和千早一起行動，不時被千早處罰。
受到詛咒而化為人形的神樂鈴，可以把自己分身為15個個體。為了實現千早的願望而到處搶奪他人的聲音，並因此和菲雅等人敵對。

## 名詞解釋
免罪符機關
黑色的卡片狀物體，能夠減輕詛咒。蒐集戰線騎士領成員經常使用。
將其插入菲雅本體的特定區域後，能讓菲雅的拷問器具無法使用。免罪符機關原本似乎是菲雅的一部分，兩者會互相吸引。菲雅來到春亮家前似乎已有幾張免罪符機構，造成某些功能無法使用。
蒐集戰線騎士領
與詛咒道具有關的組織之一。把詛咒道具視為罪大惡極之物，組織存在目的是為了破壞所有詛咒道具，成員中有不少人為了這個目的而使用詛咒道具。
出任務時分為實際戰鬥的騎士與負責協助的後方支援員，後方支援員不得不出面的情況對騎士而言是重大失誤。
闇曲拍明・研究室長國
與詛咒道具有關的組織之一。闇曲拍明為了研究詛咒而成立的研究機構，其主要的目的是為了觀察以及研究。
比布利歐家族會
與詛咒道具有關的組織之一。組織立場為「完全肯定詛咒道具」。認為詛咒道具是「超越人類的存在」，為了滿足其詛咒，甚至願意犧牲自己的性命。
失去大部分的成員與主母、主父，組織陷入解體狀態。
龍島/龍頭師團
與詛咒道具有關的組織之一。認為詛咒道具是為了讓人變強而存在，把龍當成最強的象徵。
人類團員身上有龍的刺青，被稱為「龍創」。而排名前六名的團員，則有著以龍的某些部位設計出的刺青，稱之為「龍階」。

## 菲雅的道具
據菲亞所述，共有三十二種拷問、處刑機關，但有一部份在故事開始前就已被“免罪符機關”封印。
三番機構・斷式落下態《ギロチン（"Guillotine"）》（斷頭台）
就如其名是斷頭台，在與佩薇·巴洛沃之首戰初登場。
四番機構・揺式振子態《永訣刻する処刑鎌（"The pendulum"）》（刻劃訣別的處刑鐮）
從中心伸出長長的鋼鐵鎖鏈，尾端則是附有著巨大鐮刀的─殺人鐘擺，且會因應時間而身長鎖鏈。
五番機構・刺式佇立態《ヴラド・ツェペシュの杭（"A skewer loved by Vlad Tepes"）》（穿刺王弗拉德的木樁）
處刑樁，為投擲武器。
六番機構·熱式括座態《スペインの長靴椅子（"Spanish Stool and Boots"）》（西班牙鞋椅）
鐵製的椅子，底部和扶手上有鋼瓶。
七番機構・棘式座位態《ドイツ式審問椅子（"An Interrogation Chair"）》（德式審問椅）
椅背跟座椅都長滿了尖銳刺的座椅，加上脖子會加戴沉重的鐵環，就算是很輕的人也會陷進刺裡。
八番機構・碎式圓環態《フランク王国の車輪刑（"Breaking by wheel at Francs"）》（法蘭克王國的車輪刑）
大型車輪，輪面上有四方形凸起物，進行碾碎的。之後多次使用。
九番機構・捕式回轉態《異端審問車輪（"An inquisitional wheel"）》（異端審問車輪）
巨大車輪，比法蘭克王國的車輪刑還大，車輪各部位都有枷鎖，使被害者完全失去自由，而可以進行拷打、水刑、火刑、迴轉等多用途刑具。
十番機構・挟式加圧態《リッサの鉄柩（"Iron Coffin of Lissa"）》（里薩的鐵棺材）
在人周圍張開鐵板，形成將人關在棺材般的閉密空間後，慢慢地縮小空間。
十一番機構・裂式波山態《鮫の歯（"The teeth"）》（鯊魚之牙）
一把劍，但劍身是電鋸的鋸齒。
十二番機構・絶式旋刃態《颶風殺人柱（"Tornado of souls"）》（颶風殺人柱）
粗的圓柱體(直立)，與之垂直有無數長短不齊的刀刃並且會旋轉。
十四番機構・掻式獣掌態《猫の手（"cat's paw"）》（貓掌）
如貓掌，五指帶有像鉤子般的爪子伸出。
十五番機構・浮式鎖檻態《追いはぎの棺桶（"Highwayman's coffin）》（追逐的棺材）
一種在長鎖鏈前方，繫著鳥籠般鐵檻的拷問道具。鳥籠的底部完全中空，使用方式是將牢籠高高吊起，或是下方放置針山。被關進其中的犧牲者終究會力氣耗盡掉落身亡，或是就算能讓四肢順利纏繞在鐵檻格子上，最終也會衰弱至死——原本的形態就是這種供人觀賞的長時間示眾刑罰。
十六番機構・吊式尖台態《ユダの揺籃（"Juda's Cradle"）》（猶大的搖籃）
柱子支撑下懸浮半空中的四角錐形鐵塊。柱子立於正方形的台上，而台的四個端點立著一根比中央長的柱子。由柱子尖端伸长的鎖鏈連接著四角錐上方懸掛著的圓環拘束器束缚住受害者，懸吊他们的同時，以下方的四角錐傷害下半身。
十七番機構・繋式鳥枷態《コウノトリの団欒（"The flocking storks"）》（鸛鳥團聚）
多組相同的束縛道具，並藉由鐵鍊與基地台連載一起。束縛道具整體成三角型狀，頂點有幾個鐵圓圈由當中往外延伸的兩邊也是鋼鐵製成的棍棒。兩條邊的中央或是尾端（也就是三角形的其他兩個角）也存在著小鐵圈。是將被害者的頭部與四肢摺疊起來，完全拘束對方的拷問道具。因是在不自然的姿勢下遭固定，如果長時間放置，就有可能因血液停止流動而死亡。
十八番機構・伸式外框態《エクセター公の娘（"The rack-Duke's daughter"）》（艾克希特公爵之女）
一組垂直矩形框架，受害者以直立被上下拉開。
十九番機構・掘式螺旋態《人体穿孔機（"Man-Perforater"）》（人體鑽孔機）
全長178.7cm的螺旋鑽，有握把可握，初登場前就使用過357or358次。
二十番機構・斬式大刀態《凌遅の鉈（"A hatchet of lingchi"）》（凌遲之斧）
一把又長又大的斧頭。
二十一番機構・掛式鉤爪態《スペインの蜘蛛（"Spanish Spiders"）》（西班牙蜘蛛）
長得像舞台，有頂棚跟調節長度的滑車，接有四條前端各裝有兩根鉤爪的鎖鍊。
二十二番機構・潰式針球態《星棍（"Morgenstern"）》（星棍）
外觀像流星槌，但不同處是流星槌的尖刺是在外表，星棍的是在內側，圓球大到足以放入小孩般的大小。
二十三番機構・穴式釘面態《生涯坐しない聖者（"maraNa-asana"）》（畢生未坐的聖者）
一座巨大的劍山，上方長滿尖刺跟刀刃。
二十四番機構・焼式彫像態《良く啼く鋼鉄の牡牛（"The red-hot bull voices"）》（啼叫的鋼鐵牡牛）
鐵製的空心牛，把人放在裡面，牛肚下方點火烤人。
二十六番機構・貫式閉鎖態《鋼鉄の処女（"Iron Maiden"）》（鐵處女）
長的像木乃伊盒，內壁都是刺（可開啟或關閉內部的刺），可從下方如開花般打開，將人弄入其中。
二十七番機構・碾式歯輪態《強制磨滅機構ヘルメス（"Gearweel-Trismegistus"）》（強制磨滅機關赫密斯）
基台上有三個大齒輪縱向地銜接在一起，捲入被害者的手臂、雙腳和脖子，運用力量在齒輪間將其碾碎、截斷。
二十九番機構・抱式聖像態《鋼鉄の聖母マリア（"The Blessed Virgin Mary embraces you"）》（鋼鐵的聖母瑪莉亞）
一尊鐵製的聖母瑪利亞雕像，前面長著無數荊棘。雙手張開擁抱受害者，但其內部是無數的針刺。
三十番機構・開式銳形態《花弁剣ベラゼッラ（"The flower sword Verazella"）》（花瓣劍貝瑞傑拉）
像西洋劍一樣細長的劍，前端尖點有數十公分的水滴狀的物體。刺穿對手後，水滴狀的部分像花朵一樣張開，刀身分成四份，劍尖呈十字型綻放，切開對手的身體。

## 出版書籍

### 輕小說
| 冊數 | ASCII Media Works | ASCII Media Works      | 台灣角川       | 台灣角川               |
| 冊數 | 發售日期          | ISBN                   | 發售日期       | ISBN                   |
| ---- | ----------------- | ---------------------- | -------------- | ---------------------- |
| Ⅰ    | 2007年9月10日     | ISBN 978-4-8402-3975-2 | 2010年7月2日   | ISBN 978-986-237-723-9 |
| Ⅱ    | 2008年1月10日     | ISBN 978-4-8402-4143-4 | 2010年10月1日  | ISBN 978-986-237-833-5 |
| Ⅲ    | 2008年4月10日     | ISBN 978-4-04-867023-4 | 2010年12月31日 | ISBN 978-986-237-961-5 |
| Ⅳ    | 2008年8月10日     | ISBN 978-4-04-867178-1 | 2011年5月11日  | ISBN 978-986-287-123-2 |
| Ⅴ    | 2008年12月5日     | ISBN 978-4-04-867422-5 | 2011年7月29日  | ISBN 978-986-287-165-2 |
| Ⅵ    | 2009年3月10日     | ISBN 978-4-04-867597-0 | 2011年9月3日   | ISBN 978-986-287-287-1 |
| Ⅶ    | 2009年7月10日     | ISBN 978-4-04-867899-5 | 2011年11月9日  | ISBN 978-986-287-402-8 |
| Ⅷ    | 2009年11月10日    | ISBN 978-4-04-868143-8 | 2012年2月1日   | ISBN 978-986-287-526-1 |
| Ⅸ    | 2010年3月10日     | ISBN 978-4-04-868397-5 | 2012年7月27日  | ISBN 978-986-287-811-8 |
| Ⅹ    | 2010年9月10日     | ISBN 978-4-04-868879-6 | 2013年2月23日  | ISBN 978-986-325-152-1 |
| Ⅺ    | 2011年4月8日      | ISBN 978-4-04-870421-2 | 2013年4月3日   | ISBN 978-986-325-254-2 |
| Ⅻ    | 2011年10月8日     | ISBN 978-4-04-870957-6 | 2013年8月7日   | ISBN 978-986-325-354-9 |
| XIII | 2011年12月10日    | ISBN 978-4-04-886246-2 | 2013年10月26日 | ISBN 978-986-325-632-8 |
| XIV  | 2012年7月10日     | ISBN 978-4-04-886707-8 | 2014年2月27日  | ISBN 978-986-325-807-0 |
| XV   | 2012年10月10日    | ISBN 978-4-04-886982-9 | 2014年9月18日  | ISBN 978-986-366-123-8 |
| XVI  | 2013年3月9日      | ISBN 978-4-04-891433-8 | 2014年12月19日 | ISBN 978-986-366-278-5 |
| XVII | 2013年6月7日      | ISBN 978-4-04-891677-6 | 2015年1月10日  | ISBN 978-986-366-302-7 |

### 漫畫
於《月刊Comic電擊大王》2011年4月号到2013年3月号期間進行連載。作画為秋奈つかこ。單行本全3卷。
| 冊數 | ASCII Media Works | ASCII Media Works      |
| 冊數 | 發售日期          | ISBN                   |
| ---- | ----------------- | ---------------------- |
| 1    | 2011年10月27日    | ISBN 978-4-04-870977-4 |
| 2    | 2012年7月27日     | ISBN 978-4-04-886849-5 |
| 3    | 2013年3月27日     | ISBN 978-4-04-891570-0 |

## 動畫
2011年10月1日開始播出。

### 工作人員
- 原作：水瀨葉月（電擊文庫/ASCII Media Works刊）
- 角色原案：
- 監督：大沼心
- 系列構成：橫手美智子
- 人物設定：大島美和
- 動作監督：齊藤良成
- 音樂制作：STARCHILD
- 動畫制作：SILVER LINK.

### 主題曲
片頭曲
- 「Endless Story」（第一話片尾曲、第2話 - 第8話）

作詞 - 松井五郎，作曲、編曲 - 太田雅友，歌 - 田村由香里
- 「紋」（第9話 - 第13話）

作詞 - 山崎寬子，作曲 - 市川淳，編曲 - 齋藤真也，歌 - 喜多村英梨
片尾曲
- 「雪華」（第2話 - 第8話）

作詞 - 山崎寬子，作曲 - 市川淳，編曲 - 中西亮輔，歌 - 喜多村英梨
- 「Sympathy of Love」（第9話 - 第13話）

作詞 - 松井五郎，作曲、編曲 - 太田雅友，歌 - 田村由香里

### 各話列表
| 話數                  | 日文標題 | 中文標題                   | 腳本       | 分鏡       | 演出     | 作畫監督                                                                                                | 片尾插畫 |
| --------------------- | -------- | -------------------------- | ---------- | ---------- | -------- | --- | -------- |
| 第一章                |          | 不識被窩染上之物           | 橫手美智子 | 石黑恭平   | 石黑恭平 | 野田惠、山吉一幸 竹森由加、渡邊亞彩美                                                                   | 後藤圭二 |
| 第二章                |          | 在哪裡、是什麼、做什麼     | 橫手美智子 | 坂本隆     | 坂本隆   | 瀧本祥子、牛島希 古川英樹、高原修司                                                                     |          |
| 第三章                |          | 他們體溫的二律背反         | 橫手美智子 | 大沼心     | 山口賴房 | 山吉一幸、渡邊亞彩美 佐野惠理、小川繪理 高原修司、松浦里美                                              |          |
| 第四章                |          | 夜晚需要母親與抱枕         | 橫手美智子 | 渡邊慎一   | 渡邊慎一 | 野田惠、山吉一幸 丸山修二、楠本祐子 中西理惠、牛島希 宮川智惠子、佐野惠理 木下由美子、野口孝行          | 成瀨守   |
| 第五章                |          | 即使被詛咒                 | 橫手美智子 | 齊藤良成   | 森宮崇佳 | 齊藤良成、高原修司 竹森由加、寺尾憲治 丸山修二                                                          | 溝口凱吉 |
| 第六章                |          | 像玻璃球一樣脆弱           | 橫手美智子 | 黑川智之   | 平田豐   | 渡邊亞彩美                                                                                              | 中島有華 |
| 第七章                |          | 預見者的眼睛無法看見       | 橫手美智子 | 西田正義   | 山口賴房 | 野田惠、山吉一幸、高原修司 出野喜則、佐野惠理、渡邊亞彩美                                               | 駒都英二 |
| 第八章                |          | 宛如無法逃脫的詛咒一般     | 橫手美智子 | 石黑恭平   | 筑紫大介 | 宮嶋仁志、福永純一、高橋優也                                                                            |          |
| 第九章                |          | 歸來者散發者不可思議的氣息 | 橫手美智子 | 渡邊慎一   | 福井俊介 | 吉田隆彥、山吉一幸、渡邊亞彩美 高澤美佳、佐野惠理、出野喜則                                             | CUTEG    |
| 第十章                |          | 嗜虐者在哪都找不到         | 橫手美智子 | 坂本隆     | 坂本隆   | 野田惠、高原修司、松浦里美 寺尾憲治、竹森由加、瀧原美樹 牛島希、古川英樹                                | 憂姬     |
| 第十一章              |          | 狂信者隱藏在某處           | 橫手美智子 | 西田正義   | 平田豐   | 渡邊亞彩美                                                                                              | 兼清     |
| 第十二章              |          | 超越者無處不在             | 橫手美智子 | 川口敬一郎 | 山口賴房 | 野田惠、齊藤良成、山吉一幸 竹森由加、高原修司、松浦里美 渡邊亞彩美、堤谷典子、寺尾憲治 中西理繪、松尾慎 |          |
| 第十三章 （影碟限定） |          | 林間學校的騷動！           | 水瀨葉月   | 二瓶勇一   | 神保昌登 | 大島美和、渡邊亞彩美、寺尾憲治 野田惠、山吉一幸                                                         |          |

### 播放電視台
日本深夜動畫：下文記載的日本国内播放時間使用日本標準時間（UTC+9）表示。因為部分時間标识會採用30小时制，因此請留意这类超过24:00的时间，其實際播放時間為翌日清晨。
| 播放地區 | 播放電視台     | 播放日期                | 播放時間                  | 所屬聯播網 | 备注                                                     |
| -------- | -------------- | ----------------------- | ------------------------- | ---------- | -------------------------------------------------------- |
| 日本全域 | AT-X           | 2011年10月1日－12月17日 | 星期六 23時30分－24時00分 | 卫星电视   | 有重播                                                   |
| 神奈川縣 | 神奈川電視台   | 2011年10月1日－12月17日 | 星期六 24時30分－25時00分 | 独立UHF局  |                                                          |
| 東京都   | 东京都会電視台 | 2011年10月1日－12月17日 | 星期六 25時00分－25時30分 | 独立UHF局  |                                                          |
| 千葉縣   | 千葉電視台     | 2011年10月2日－12月18日 | 星期日 23時30分－24時00分 | 独立UHF局  |                                                          |
| 埼玉縣   | 埼玉電視台     | 2011年10月2日－12月18日 | 星期日 25時35分－26時05分 | 独立UHF局  |                                                          |
| 兵庫縣   | SUN電視台      | 2011年10月3日－12月19日 | 星期一 24時35分－25時05分 | 独立UHF局  |                                                          |
| 京都府   | 京都放送       | 2011年10月3日－12月19日 | 星期一 25時30分－26時00分 | 独立UHF局  |                                                          |
| 愛知縣   | 愛知電視台     | 2011年10月3日－12月19日 | 星期一 26時00分－26時30分 | 東京電視網 |                                                          |
| 日本全域 | NICONICO直播   | 2011年10月4日－12月20日 | 星期二 24時00分－24時30分 | 网络电视   | 除第一章和最新话的1周内可免费播放之外 其他话需收费观看。 |
| 日本全域 | NICONICO频道   | 2011年10月4日－12月20日 | 星期二 24時30分 更新      | 网络电视   | 除第一章和最新话的1周内可免费播放之外 其他话需收费观看。 |
| 日本全域 | ShowTime       | 2011年10月5日－12月21日 | 星期三 12時00分 更新      | 网络电视   |                                                          |
| 日本全域 | BS11           | 2011年10月7日－12月23日 | 星期五 23時00分－23時30分 | 卫星电视   |                                                          |

## 外部連結
- http://www.starchild.co.jp/special/c3/（页面存档备份，存于）（日語）